# Северная группа войск
Се́верная гру́ппа во́йск (СГВ) (пол. Północna Grupa Wojsk) — оперативно-стратегическое военно-территориальное формирование Вооружённых Сил СССР и Вооружённых Сил Российской Федерации, находившееся на территории Польской Народной Республики (позже — Республики Польша).

## История СГВ
Размещение советских войск в Силезии и Померании, передаваемых от Германии, в связи с решениями Ялтинской конференции союзников, в состав Польши, было определено договором между СССР и ПНР от 21 апреля 1945 года.
Практические мероприятия по созданию Северной группы войск, объединяющей соответствующие войска на территории Польши, были определены директивой Ставки Верховного Главнокомандования № 11097 от 29 мая 1945 года. Создана была СГВ на базе 2-го Белорусского фронта. Согласно этой директиве штаб должен был расположиться в городе Лодзь (временно в районе Бромберг). Подписали эту директиву Верховный Главнокомандующий И. В. Сталин и начальник Генерального штаба генерал армии А. И. Антонов.

Впоследствии штаб СГВ расположился в городе Легница (до 1945 года немецкий город Лигниц), в котором он находился до 1984 года. В Польше Легницу называли «малой Москвой». Из Легницы штаб был передислоцирован в город Свидницу, в котором находился до августа 1990 года, а затем передислоцирован снова в город Легница, где находился до момента вывода СГВ на территорию Российской Федерации.
В Легнице на месте штаба СГВ расположилось Главное командование Западного направления, которое в 1984 году возглавил Маршал Советского Союза Н. В. Огарков. Главное командование Западного направления объединяло войска Северной группы войск, Группы советских войск в Германии (позднее Западной группы войск), Центральной группы войск, Белорусского и Прикарпатского военных округов.
Первым командующим СГВ был назначен Маршал Советского Союза К. К. Рокоссовский, до этого бывший командующим 2-м Белорусским фронтом.
После создания 14 мая 1955 года Организации Варшавского договора в неё вошли 8 восточноевропейских стран — Народная Социалистическая Республика Албания, Народная Республика Болгария, Венгерская Народная Республика, Германская Демократическая Республика, Польская Народная Республика, Румынская Народная Республика (позднее Социалистическая Республика Румыния), Чехословацкая Социалистическая Республика и СССР. Руководство Объединёнными Вооружёнными Силами Организации Варшавского договора осуществлял Главнокомандующий, являвшийся одновременно 1-м заместителем Министра обороны СССР.
СГВ первоначально имела в составе несколько армий — 19-ю, 43-ю, 52-ю, 65-ю общевойсковые, 5-ю гвардейскую танковую, вывод которых производился в 1946 году на Украину, при этом 52-я и 65-я общевойсковые армии были преобразованы в 8-ю и 7-ю механизированные. Всё оставшееся время основу СГВ составляли две дивизии (20-я и 38-я/90-я гвардейская танковые — позднее 6-я гвардейская мотострелковая), которые были во второй половине 1980-х годов переоснащены с танков Т-62 на Т-80.
Части СГВ размещались в 180 военных городках.
ВВС СГВ были представлены соединениями и частями 4-й воздушной армии, впоследствии (10.01.1949 г.) переименованной в 37-ю воздушную армию.
В конце 1990 года СГВ располагала 45 тыс. военнослужащих, 598 танками, 820 боевыми машинами пехоты и бронетранспортёрами, 354 артиллерийскими орудиями, миномётами и реактивными системами залпового огня, 300 самолётами и 134 вертолётами.
На апрель 1991 года СГВ насчитывала 56 тыс. военнослужащих (38000 — Сухопутные силы, 13000 — ВВС, 500 — ВМФ) и 7,5 тыс. гражданских служащих, располагалась в 59 гарнизонах в 29 воеводствах. Насчитывала 20 пусковых установок оперативно-тактических ракет, 599 танков, 485 боевых бронированных машин, 390 артиллерийских установок, 202 самолётов, 114 вертолётов.
В условиях прекращения оккупационного режима в отношении Германии и образования в 1955 году ОВД вопросы пребывания советских войск на территории Польши были регламентированы договором между СССР и ПНР от 17 декабря 1956 года.
Приказом от 21 августа 1984 года одновременно с Главным командованием Западного направления сформирована 4-я воздушная армия Верховного Главнокомандования.
В Польше на побережье Балтийского моря также находились части и соединения дважды Краснознамённого Балтийского Флота.

«Еще неизвестно, как бы сложилось послевоенное устройство мира, не будь советских войск в Германии, Чехословакии, Венгрии и Польше»— Генерал-полковник М.П. Бурлаков, последний Главком ЗГВ
26 октября 1991 года был подписан договор о выводе частей и подразделений Северной группы войск из Польши до конца 1993 года. 5 мая 1992 года начался вывод войск (к тому моменту уже не советских, а российских). 15 сентября 1993 года СГВ была расформирована. 17 сентября 1993 года, спустя 54 года после начала Второй мировой войны и ввода советских войск, последний российский солдат покинул пределы Республики Польша.
Издавалась газета СГВ «Знамя Победы» с редакцией в Легнице. Для детей комсостава и гражданских вольнонаёмных лиц действовали общеобразовательные школы: СШ № 10 (Борне-Сулиново), СШ № 12 (Свентошув), СШ № 14 (Свиноуйсьце), СШ № 18 (Вроцлав), СШ № 20 (Свидница), восьмилетняя школа № 23 (Тщебень), СШ № 24 (Шпротава), СШ № 26 (Ключево), СШ № 28 (Бжег), СШ № 30 (Легница), СШ № 32 (Легница), начальная школа № 55 (Жагань), СШ № 57 (Колобжег); а также музыкальные школы, в частности, в Борне-Сулиново, Свидница и Легница. Существовал Ансамбль песни и пляски СГВ.
В 1998 году в местности Унеёвице, возле города Легница, был открыт первый частный музей Войска Польского и Советской Армии, где представлены экспонаты, рассказывающие об СГВ. Возле музея установлены памятники Маршалу Советского Союза К. К. Рокоссовскому и генералу брони К. Сверчевскому.

## Состав СГВ на 1990 год
- Управление командующего, штаб и 91-й отдельный батальон охраны и обслуживания полевого штаба и управления (Легница)[4][5]
- 1367-й отдельный батальон охраны и обеспечения ГКВЗН (Легница)
- 6-я гвардейская мотострелковая Витебско-Новгородская дважды Краснознамённая дивизия (Борне-Сулиново)[~ 1]

Всего: 258 танков Т-80, 179 БМП (148 БМП-2, 111 БМП-1, 15 БРМ-1К), 316 БТР (34 БТР-70, 282 БТР-60), 90 САУ (36 2С1, 54 2С3), 36 орудий Д-30, 54 миномёта 2С12, 18 РСЗО Град
- 20-я танковая Звенигородская Краснознамённая дивизия (Свентошув)[~ 2]

Всего: 335 танков Т-80, 274 БМП (148 БМП-2, 111 БМП-1, 15 БРМ-1К), 27 БТР-60, 108 САУ (72 2С1, 36 2С3), 30 минометов 2С12, 18 РСЗО Град
- 124-й отдельный местный стрелковый батальон (Легница)
- 114-я гвардейская ракетная Оршанская орденов Суворова и Кутузова бригада (Р-17) (Борне-Сулиново)
- 140-я зенитная ракетная Борисовская ордена Кутузова бригада (ЗРК «Круг», «Бук-М1»), (Тщебень)
- 83-я отдельная десантно-штурмовая бригада ГКВЗН (Бялогард)
- 134-я отдельная бригада связи ГКВЗН (Легница)
- 3-я отдельная Варшавская бригада связи ГКВЗН (Кеншица (Гожув))
- 688-й отдельный транспортный вертолётный полк (Легница)
- 55-й отдельный боевой вертолётный Севастопольский полк (Колобжег) (42 Ми-24, 28 Ми-8)
- 5-й понтонно-мостовой Выборгский полк (Венджин)
- 510-й отдельный учебный танковый полк (Страхув, Нижняя Силезия)
- 94-й отдельный радиотехнический полк ПВО (Вроцлав)
- 100-й отдельный инженерно-сапёрный батальон  (Борне-Сулиново)
- 27-й отдельный разведывательный батальон СпН ГРУ (Свентошув)
- 1996-й отдельный радиотехнический батальон Войск ПВО (Легница)
- 25-я отдельная смешанная авиационная эскадрилья ГКВЗН (Кшива)
- 245-я отдельная смешанная авиационная эскадрилья (Легница)
- 325-й зенитный ракетный полк Войск ПВО (Легница)
- 902-й отдельный понтонно-мостовой батальон (Торунь)
- 1308-й отдельный понтонно-мостовой батальон (Венджин)
- 137-й отдельный батальон связи (Свидница)
- 886-й отдельный батальон связи (Свидница)
- 587-й отдельный радиорелейный батальон (Вроцлав)
- 86-й отдельный радиотехнический батальон ПВО (Клужево)
- 59-й отдельный автомобильный батальон (Свидница)
- 246-й отдельный автомобильный батальон (Вроцлав)
- 1955-й отдельный батальон РЭБ (Свидница)
- 164-й отдельный батальон химической защиты (Вроцлав)
- 650-й отдельный ремонтно-восстановительный батальон (Бялогард)
- Подвижная ремонтно-техническая база (Щецин)
- Отдельный дорожно-эксплуатационный батальон (Олава)
- 663-й склад бронетанкового имущества (Бялогард)
- 885-й инженерный склад (Олава)
- 748-й склад средств связи (Легница)
- КРЦ (Легница)
- 689-й центр АСУ ГКВЗН (Легница)
- 284-й УС ГК ЗН (Легница)
- 206-й узел ФПС (Легница)[1]

### 4-я воздушная армия Верховного Главнокомандования
- Штаб армии — Легница
- 132-я бомбардировочная авиационная Севастопольская Краснознамённая дивизия, Черняховск (после 12.10.1989 передана в состав ВВС ДКБФ)).
- 149-я бомбардировочная авиационная дивизия, Шпротава
  - 42-й гвардейский бомбардировочный авиационный Танненбергский Краснознамённый полк
- 239-я истребительная авиационная Барановичская Краснознамённая дивизия, Ключево
  - 159-й гвардейский истребительный авиационный Новороссийский Краснознамённый, ордена Суворова полк
  - 133-й истребительный авиационный Барановичский Краснознамённый полк
  - 871-й истребительный авиационный Померанский Краснознамённый полк
  - 582-й истребительный авиационный полк ( Хойна)
- 128-я гвардейская минно-торпедная авиационная Гатчинская Краснознамённая дивизия ВВС ВМФ, Колобжег
- 9-я штурмовая авиационная Ропшинская Краснознамённая, ордена Ушакова дивизия ВВС ВМФ (после войны передислоцирована из Колобжега (ПНР) в ГДР на аэродром Гарц).
- 575-й истребительный авиационный полк
- 601-й истребительный авиационный полк (Колобжег).
- 164-й отдельный гвардейский разведывательный авиационный Керченский Краснознамённый полк, Бжег
- 151-й отдельный авиационный полк радиоэлектронной борьбы, Бжег
- 688-й отдельный транспортный вертолётный полк, Легница
- 55-й отдельный вертолётный Севастопольский полк, Бжег
- 245-я отдельная смешанная авиационная эскадрилья, Легница
- 19-й отдельный полк связи и автоматического управления, Легница
- 137-й отдельный батальон связи и радиотехнического обеспечения, Легница
- 91-й отдельный батальон обеспечения, Легница
- 25-я отдельная смешанная авиационная эскадрилья, Легница
- 314-я отдельная вертолётная эскадрилья
- 24-я бригада ракетных катеров Балтийского флота, Свиноуйсьце
- 79-й отдельный вертолётный отряд, Борне-Сулиново

## Командование СГВ
- Командующие

| 1  | Рокоссовский К. К. | Маршал Советского Союза | 10.06.1945 — 6.11.1949  |
| 2  | Трубников К. П.    | генерал-полковник       | 7.11.1949 — 18.09.1950  |
| 3  | Радзиевский А. И.  | генерал-лейтенант       | 18.09.1950 — 8.07.1952  |
| 4  | Константинов М. П. | генерал-лейтенант       | 8.07.1952 — 6.04.1955   |
| 5  | Галицкий К. Н.     | генерал армии           | 6.04.1955 — 11.01.1958  |
| 6  | Хетагуров Г. И.    | генерал-полковник       | 2.06.1958 — 25.03.1963  |
| 7  | Маряхин С. С.      | генерал-полковник       | 25.03.1963 — 10.07.1964 |
| 8  | Рудаков А. П.      | генерал-лейтенант       | 10.07.1964 — 26.08.1964 |
| 9  | Бакланов Г. В.     | генерал-полковник       | 26.08.1964 — 19.04.1967 |
| 10 | Шкадов И. Н.       | генерал-полковник       | 19.04.1967 — 3.12.1968  |
| 11 | Танкаев М. Т.      | генерал-полковник       | 3.12.1968 — 30.01.1973  |
| 12 | Герасимов И. А.    | генерал-полковник       | 30.01.1973 — 26.06.1975 |
| 13 | Кулишев О. Ф.      | генерал-полковник       | 26.06.1975 — 6.02.1978  |
| 14 | Зарудин Ю. Ф.      | генерал-полковник       | 6.02.1978 — 1.10.1984   |
| 15 | Ковтунов А. В.     | генерал-полковник       | 1.10.1984 — 22.01.1987  |
| 16 | Корбутов И. И.     | генерал-лейтенант       | 5.02.1987 — 26.06.1989  |
| 17 | Дубынин В. П.      | генерал-полковник       | 26.06.1989 — 10.06.1992 |
| 18 | Ковалёв Л. И.      | генерал-полковник       | 16.07.1992 — 15.09.1993 |

- Члены Военного Совета — начальники Политуправления:

| 1  | Субботин Н. Е.   | 1945          |
| 2  | Русских А. Г.    | 1945 — 1948   |
| 3  | Литвинов А. И.   | 1948 — 1950   |
| 4  | Гросулов И. А.   | 1950 — 1953   |
| 5  | Яшечкин Ф. В.    | 1953 — 1955   |
| 6  | Гаршин В. П.     | 1955 — 1956   |
| 7  | Лисицын Ф. Я.    | 1956 — 1959   |
| 8  | Кузнецов Ф. Ф.   | 1959 — 1969   |
| 9  | Борисов Г. И.    | 1969 — 1973   |
| 10 | Данилов В. А.    | 1973 — 1979   |
| 11 | Лушниченко Н. А. | 1979 — 1984   |
| 12 | Титов И. М.      | с 1984 г. — … |

- Начальники штаба:

| 1  | Боголюбов А. Н.       | генерал-полковник                | 10.06.1945 — 10.1945 |
| 2  | Котов-Легоньков П. М. | генерал-лейтенант                | 10.1945 — 5.05.1949  |
| 3  | Тетешкин С. И.        | генерал-лейтенант                | 5.05.1949 — 12.1954  |
| 4  | Баскаков В. Н.        | генерал-лейтенант танковых войск | 12.1954 — 03.1956    |
| 5  | Стогний Г. Е.         | генерал-лейтенант                | 3.1956 — 12.07.1962  |
| 6  | Рудаков А. П.         | генерал-лейтенант                | 1962 — 1965          |
| 7  | Ковалёв И. М.         | генерал-лейтенант                | 1965 — 1970          |
| 8  | Соколов А. А.         | генерал-майор                    | 1970 — 06.1973       |
| 9  | Постников С. И.       | генерал-майор                    | 06.1973 — 1.09.1975  |
| 10 | Ризатдинов Р. Г.      | генерал-лейтенант                | 1.09.1975 — 1980     |
| 11 | Капочкин А. Н.        | генерал-лейтенант                | 1980 — 1984          |
| 12 | Грахов Г. А.          | генерал-майор                    | 1984 — 1987          |
| 13 | Шабриков Ю. Г.        | генерал-майор                    | 1987 — 1990          |
| 14 | Брезгун В. Н.         | генерал-лейтенант                | 1990 — 1993          |

- Первые заместители командующего:

| 1  | Трубников К. П.    | генерал-лейтенант | 10.06.1945 — 6.11.1949  |
| 2  | Константинов М. П. | генерал-лейтенант | 07.1951 — 8.07.1953     |
| 3  | Фоменко С. С.      | генерал-лейтенант | 4.04.1956 — 1957        |
| 4  | Бакланов Г. В.     | генерал-полковник | 24.02.1959 — 25.05.1960 |
| 5  | Маряхин С. С.      | генерал-лейтенант | 25.05.1960 — 29.03.1963 |
| 6  | Ямщиков А. М.      | генерал-лейтенант | 29.03.1963 — 28.-6.1968 |
| 7  | Власов Н. Н.       | генерал-лейтенант | 28.06.1968 — 1970       |
| 8  | Иванов В. И.       | генерал-лейтенант | 1970 —24.05.1972        |
| 9  | Воливахин Н. И.    | генерал-майор     | 06.1973 — 1.09.1975     |
| 10 | Дубынин В. П.      | генерал-лейтенант | 1.09.1975 — 1980        |
| 11 | Лопата А. В.       | генерал-лейтенант | 1990 — 06.1992          |
| 12 | Ковалёв Л. И.      | генерал-лейтенант | 06.1992 — 16.07.1992    |

- Командующие БТ и МВ округа:

| 1 | Кондратьев А. В. | генерал-майор | 31.08.1949 — 26.01.1951 |

## Герои Советского Союза,навечно зачисленныев списки воинских частей СГВ
| 1 | Боронин И. К.   | майор       |
| 2 | Малихов А. Н.   | майор       |
| 3 | Морозов А. И.   | лейтенант   |
| 4 | Собин В. В.     | лейтенант   |
| 5 | Туруханов Г. И. | ст. сержант |
| 6 | Хоменков Н. Н.  | рядовой     |
| 7 | Матросов А..    | рядовой     |

## Населённые пункты Польши, в которых были дислоцированы войска и учреждения СГВ
Багич, Бжег, Болеславец, Борне-Сулиново, Бужиково, Бялогард, Варшава, Валбжих, Венджин, Вжесня, Вроцлав, Гардно, Гдыня-Оксиве, Гожув-Велькопольски, Дунинув, Еленя-Гура, Жагань, Зеленево, Зелёна-Гура, Кеншица, Ключево, Колобжег, Кошалин, Кшива, Легница, Нова-Суль, Лович, Олава, Пила, Познань, Пшемкув, Рембертув,  Рогово, Румско, Свентошув, Свидница, Свиноуйсьце, Скерневице, Слотница, Страхув, Стшегом, Сыпнево, Торунь, Тшебень, Унесьце, Устка, Хойна, Хоцянув, Щецинек, Щецин, Шпротава, Явор.